# Eucalyptus propinqua
Eucalyptus propinqua är en myrtenväxtart som beskrevs av Deane och Joseph Henry Maiden. Eucalyptus propinqua ingår i släktet Eucalyptus och familjen myrtenväxter. Inga underarter finns listade i Catalogue of Life.